# Antônio Rogério Nogueira
Antônio Rogério Nogueira (Vitória da Conquista, 2 giugno 1976) è un lottatore di arti marziali miste ed ex pugile brasiliano.
Combatte nella divisione dei pesi mediomassimi per la promozione statunitense Ultimate Fighting Championship; in passato ha militato anche nella prestigiosa organizzazione giapponese Pride e nell'Affliction.
Come pugile dilettante è stato campione nazionale dei pesi supermassimi nel 2006 e 2007, medaglia d'oro ai giochi sudamericani del 2006 e bronzo ai giochi panamericani del 2007.
È il fratello gemello della leggenda delle MMA Antônio Rodrigo Nogueira, ex campione dei pesi massimi Pride ed ex campione ad interim in UFC.

## Carriera nelle arti marziali miste

### Inizi
Antônio Rogério Nogueira inizia la propria carriera da professionista delle MMA nel 2001 in Giappone seguendo il più celebre fratello gemello Antônio Rodrigo, al tempo già campione nella promozione RINGS e prossimo all'approdo nella Pride.
Esordisce nell'organizzazione DEEP con una vittoria per sottomissione su Katsuhisa Fujii, seguita da un altro successo, questa volta negli Stati Uniti.

### Pride Fighting Championships
Nell'aprile del 2002 raggiunge il fratello Antônio Rodrigo nella prestigiosa Pride, al tempo la più importante organizzazione di arti marziali miste al mondo e nella quale Antônio Rodrigo "Minotauro" Nogueira era già diventato il campione dei pesi massimi ed era ampiamente riconosciuto come il lottatore più forte del mondo nella sua categoria di peso.
Esordisce con un'altra vittoria per sottomissione contro Yusuke Imamura.
Successivamente torna a combattere un paio di incontri in promozioni minori, venendo sconfitto per la prima volta in carriera dal wrestler bielorusso Vladimir Matyushenko, un ex contendente al titolo dei pesi mediomassimi UFC.
Vince l'altro incontro ai punti contro l'esperto Tsuyoshi Kohsaka, lottatore che vantava quasi 40 incontri alle spalle.
Torna a combattere nella Pride ottenendo importanti vittorie sull'ex campione UFC Guy Mezger, sul judoka Kazuhiro Nakamura e sulla leggenda delle MMA nipponiche Kazushi Sakuraba.
Nel 2004 prosegue alla grande il suo trend positivo sconfiggendo l'ex campione IVC Alex Stiebling in un evento in Corea del Sud organizzato dalla promozione Gladiator FC.
Nella Pride concede il rematch a Kazuhiro Nakamura vincendo ancora una volta, anche se per una controversa decisione dei giudici di gara.
Nel 2005 ottiene una delle più importanti vittorie della sua carriera quando batte ai punti Alistair Overeem, kickboxer che cinque anni dopo arriverà a dominare contemporaneamente la divisione dei pesi massimi nelle promozioni Strikeforce, Dream e K-1.
Lo stesso anno prende parte al torneo Pride 2005 Middleweight Grand Prix, e nel primo turno riesce nell'impresa di sconfiggere per sottomissione un'altra leggenda in Dan Henderson, vincitore del torneo UFC 17 e futuro campione Pride dei pesi medi e mediomassimi nonché futuro campione Strikeforce.
Nei quarti di finale deve però arrendersi al connazionale del team rivale Chute Boxe Mauricio Rua, il quale si impone ai punti e al termine del torneo diverrà campione.
A causa dei vari acciacchi riportati nei combattimenti Nogueira rimase fermo per più di un anno e tornò a combattere nel luglio 2006 in un rematch contro Alistair Overeem, sfida vinta ancora e questa volta per KO tecnico.
Nel 2007 combatté il suo ultimo incontro in Pride prima della definitiva chiusura della promozione contro l'allora sconosciuto camerunese Rameau Thierry Sokoudjou: Nogueira subì il più clamoroso upset nella storia della Pride, venendo steso dall'avversario in soli 23 secondi, e tale risultato è tuttora il più clamoroso rovesciamento nella storia delle MMA, in quanto Nogueira era dato dai bookmaker a -2.500 mentre Sokoudjou veniva dato a +1.250.

### Affliction e World Victory Road
Terminata la propria esperienza con la Pride Nogueira rimane fermo per tutto il resto del 2007 e nei successivi due anni combatte in differenti promozioni quali la canadese HCF, l'ambiziosa organizzazione statunitense Affliction, la giapponese World Victory Road e la brasiliana Jungle Fight, ottenendo cinque vittorie consecutive compreso il rematch contro Vladimir Matyushenko.

### Ultimate Fighting Championship
Nel 2009 firma un contratto con la statunitense UFC, promozione che nel frattempo era diventata quella di maggior prestigio al mondo grazie anche all'accorpamento della Pride; qui segue ancora una volta le orme del fratello Antônio Rodrigo che già si era accasato in UFC dal 2007 divenendo campione dei pesi massimi ad interim nel 2008.
Esordisce nella divisione dei pesi mediomassimi con una vittoria per KO tecnico sul connazionale Luiz Cané (record: 11–1).
Nel 2010 inizialmente avrebbe dovuto affrontare Brandon Vera, ma Nogueira s'infortunò e tornò a combattere in maggio opposto all'ex campione di categoria Forrest Griffin, il quale diede forfait e venne definitivamente sostituito con il modesto Jason Brilz (record: 18-2-1), contro il quale Nogueria ottenne una sofferta vittoria ai punti.
La prima sconfitta in UFC avvenne per decisione unanime dei giudici di gara contro l'imbattuto wrestler Ryan Bader.
Nel 2011 la possibilità di affrontare un ex campione quale Tito Ortiz non si realizzò nuovamente a causa di un infortunio capitato allo statunitense, e di conseguenza Nogueira affrontò il promettente ed imbattuto Phil Davis: Davis si impose sul più esperto rivale per decisione unanime.
Un'altra possibile sfida contro un ex campione UFC saltò quando Nogueira non poté fronteggiare Rich Franklin a causa di un acciacco, ma in dicembre si materializzò la sfida contro l'ex campione dei pesi mediomassimi UFC Tito Ortiz, sfida vinta dal brasiliano per KO tecnico durante il primo round.
Gli infortuni non diedero tregua a Minotoro che dovette dare forfait anche contro l'astro nascente delle MMA europee Alexander Gustafsson, e tornò a combattere più di un anno dopo nel 2013 contro l'ex campione dei pesi mediomassimi Rashad Evans, il quale era ancora un top 5 di categoria ed usciva da una sconfitta nella gara per il titolo contro il campione Jon Jones: contro lo strafavorito avversario Nogueira riuscì in uno dei più clamorosi upset di quegli anni ottenendo una vittoria ai punti che lo catapultò, a 36 anni suonati e con 26 incontri e molti infortuni alle spalle, direttamente nella top 10 di categoria, classificato nei ranking ufficiali dell'UFC come il contendente numero 5 nella divisione dei pesi mediomassimi.
In giugno era previsto il rematch contro Mauricio Rua ma un nuovo acciacco tenne "Minotoro" lontano dalla gabbia.
Gli infortuni non diedero tregua a Nogueira in quegli anni e diede forfeit anche per un match in programma per marzo 2014 contro Alexander Gustafsson, venendo tolto dai ranking di categoria quando era il numero 7 al mondo.
Torna a combattere a più di un anno di distanza, ovvero nel luglio 2014, venendo velocemente sconfitto da Anthony "Rumble" Johnson.
Ad agosto del 2015 affrontò in un rematch il connazionale Mauricio Rua, venendo sconfitto per decisione unanime. Entrambi i lottatori vennero premiati con il riconoscimento Fight of the Night.
Il 14 maggio del 2016 affrontò Patrick Cummins all'evento UFC 198 che si svolse in Brasile. Verso la fine del primo round, Nogueira andò a segno con un gancio destro che stordì pesantemente Cummins, successivamente continuò a colpirlo con una combinazione di pugni fino a che l'arbitro non pose fine al match per KO tecnico.
L'incontro con Alexander Gustafsson venne riorganizzato per la terza volta, per l'evento UFC Fight Night 100 del 19 novembre 2016. Dopo pochi giorni dall'annuncio dell'incontro, Gustafsson venne rimosso dalla card per infortunio. Al suo posto venne inserito Ryan Bader.
A novembre dovette affrontare Ryan Bader, all'evento UFC Fight Night: Bader vs. Nogueira 2. Dopo un primo round di scambio in piedi, Nogueira venne portato al tappeto; da tale posizione resistette per ben tre round al devastante ground and pound di Bader, ma alla fine l'incontro venne fermato per KO tecnico.

## Risultati nelle arti marziali miste
| Risultato | Record | Avversario           | Metodo                           | Evento                                 | Data              | Round | Tempo | Luogo                     | Note                                                 |
| --------- | ------ | -------------------- | -------------------------------- | -------------------------------------- | ----------------- | ----- | ----- | ------------------------- | ---------------------------------------------------- |
| Sconfitta | 23-10  | Maurício Rua         | Decisione (non unanime)          | UFC on ESPN: Whittaker vs. Till        | 26 luglio 2020    | 3     | 5:00  | Abu Dhabi, Emirati Arabi  |                                                      |
| Sconfitta | 23-9   | Ryan Spann           | KO (pugni)                       | UFC 237: Namajunas vs. Andrade         | 11 maggio 2019    | 1     | 2:07  | Rio de Janeiro, Brasile   |                                                      |
| Vittoria  | 23-8   | Sam Alvey            | KO Tecnico (pugni)               | UFC Fight Night: Santos vs. Anders     | 22 settembre 2018 | 2     | 1:00  | São Paulo, Brasile        | Performance of the Night                             |
| Sconfitta | 22-8   | Ryan Bader           | KO Tecnico (pugni)               | UFC Fight Night: Bader vs. Nogueira 2  | 19 novembre 2016  | 3     | 3:51  | San Paolo, Brasile        |                                                      |
| Vittoria  | 22-7   | Patrick Cummins      | KO Tecnico (pugni)               | UFC 198: Werdum vs. Miocic             | 14 maggio 2016    | 1     | 4:52  | Curitiba, Brasile         |                                                      |
| Sconfitta | 21-7   | Mauricio Rua         | Decisione (unanime)              | UFC 190: Rousey vs. Correia            | 1º agosto 2015    | 3     | 5:00  | San Paolo, Brasile        | Performance of the Night                             |
| Sconfitta | 21-6   | Anthony Johnson      | KO Tecnico (pugni)               | UFC on Fox: Lawler vs. Brown           | 26 luglio 2014    | 1     | 0:44  | San Jose, Stati Uniti     |                                                      |
| Vittoria  | 21-5   | Rashad Evans         | Decisione (unanime)              | UFC 156: Aldo vs. Edgar                | 2 febbraio 2013   | 3     | 5:00  | Las Vegas, Stati Uniti    |                                                      |
| Vittoria  | 20-5   | Tito Ortiz           | KO Tecnico (pugni alle costole)  | UFC 140: Jones vs. Machida             | 10 dicembre 2011  | 1     | 3:15  | Toronto, Canada           |                                                      |
| Sconfitta | 19-5   | Phil Davis           | Decisione (unanime)              | UFC Fight Night: Nogueira vs. Davis    | 26 marzo 2011     | 3     | 5:00  | Seattle, Stati Uniti      |                                                      |
| Sconfitta | 19-4   | Ryan Bader           | Decisione (unanime)              | UFC 119: Mir vs. Cro Cop               | 25 settembre 2010 | 3     | 5:00  | Indianapolis, Stati Uniti |                                                      |
| Vittoria  | 19-3   | Jason Brilz          | Decisione (non unanime)          | UFC 114: Rampage vs. Evans             | 29 maggio 2010    | 3     | 5:00  | Las Vegas, Stati Uniti    |                                                      |
| Vittoria  | 18-3   | Luiz Cané            | KO Tecnico (pugni)               | UFC 106: Ortiz vs. Griffin 2           | 21 novembre 2009  | 1     | 1:56  | Las Vegas, Stati Uniti    | Debutto in UFC                                       |
| Vittoria  | 17-3   | Dion Staring         | Sottomissione (triangolo)        | Jungle Fight 14: Ceará                 | 9 maggio 2009     | 3     | 3:30  | Fortaleza, Brasile        |                                                      |
| Vittoria  | 16-3   | Vladimir Matyushenko | KO (ginocchiata)                 | Affliction: Day of Reckoning           | 24 gennaio 2009   | 2     | 4:26  | Anaheim, Stati Uniti      |                                                      |
| Vittoria  | 15-3   | Moise Rimbon         | Decisione (unanime)              | World Victory Road Presents: Sengoku 6 | 1º novembre 2008  | 3     | 5:00  | Saitama, Giappone         |                                                      |
| Vittoria  | 14-3   | Edwin Dewees         | KO Tecnico (pugni)               | Affliction: Banned                     | 19 luglio 2008    | 1     | 4:06  | Anaheim, Stati Uniti      |                                                      |
| Vittoria  | 13-3   | Todd Gouwenberg      | KO Tecnico (ginocchiate e pugni) | HCF: Destiny                           | 1º febbraio 2008  | 2     | 4:34  | Calgary, Canada           |                                                      |
| Sconfitta | 12-3   | Sokoudjou            | KO (pugno)                       | Pride 33: The Second Coming            | 24 febbraio 2007  | 1     | 0:23  | Las Vegas, Stati Uniti    |                                                      |
| Vittoria  | 12-2   | Alistair Overeem     | KO Tecnico (stop dall'angolo)    | Pride Critical Countdown Absolute      | 1º luglio 2006    | 2     | 2:13  | Saitama, Giappone         |                                                      |
| Sconfitta | 11-2   | Mauricio Rua         | Decisione (unanime)              | Pride Critical Countdown 2005          | 26 giugno 2005    | 3     | 5:00  | Saitama, Giappone         | Pride 2005 Middleweight Grand Prix, Quarti di finale |
| Vittoria  | 11-1   | Dan Henderson        | Sottomissione (armbar)           | Pride Total Elimination 2005           | 23 aprile 2005    | 1     | 8:05  | Osaka, Giappone           | Pride 2005 Middleweight Grand Prix, Primo turno      |
| Vittoria  | 10-1   | Alistair Overeem     | Decisione (unanime)              | Pride 29: Fists of Fire                | 20 febbraio 2005  | 3     | 5:00  | Saitama, Giappone         |                                                      |
| Vittoria  | 9-1    | Kazuhiro Nakamura    | Decisione (non unanime)          | Pride Bushido 4                        | 19 luglio 2004    | 2     | 5:00  | Nagoya, Giappone          |                                                      |
| Vittoria  | 8-1    | Alex Stiebling       | Decisione (unanime)              | Gladiator FC Day 1                     | 26 giugno 2004    | 3     | 5:00  | Seul, Corea del Sud       |                                                      |
| Vittoria  | 7-1    | Kazushi Sakuraba     | Decisione (unanime)              | Pride Shockwave 2003                   | 31 dicembre 2003  | 3     | 5:00  | Saitama, Giappone         |                                                      |
| Vittoria  | 6-1    | Kazuhiro Nakamura    | Sottomissione (armbar)           | Pride 25: Body Blow                    | 16 marzo 2003     | 2     | 3:49  | Yokohama, Giappone        |                                                      |
| Vittoria  | 5-1    | Guy Mezger           | Decisione (non unanime)          | Pride 24: Cold Fury 3                  | 22 dicembre 2002  | 3     | 5:00  | Fukuoka, Giappone         |                                                      |
| Vittoria  | 4-1    | Tsuyoshi Kohsaka     | Decisione (unanime)              | DEEP 2001: 6th Impact                  | 7 settembre 2002  | 3     | 5:00  | Tokyo, Giappone           |                                                      |
| Sconfitta | 3-1    | Vladimir Matyushenko | Decisione (unanime)              | UFO Legend                             | 8 agosto 2002     | 3     | 5:00  | Tokyo, Giappone           |                                                      |
| Vittoria  | 3-0    | Yusuke Imamura       | Sottomissione (ghigliottina)     | Pride 20: Armed and Ready              | 28 aprile 2002    | 1     | 0:35  | Yokohama, Giappone        | Debutto in Pride                                     |
| Vittoria  | 2-0    | Jim Theobald         | Sottomissione (armbar)           | HooknShoot Overdrive                   | 9 marzo 2002      | 1     | 4:59  | Evansville, Stati Uniti   |                                                      |
| Vittoria  | 1-0    | Katsuhisa Fujii      | Sottomissione (armbar)           | DEEP 2001: 2nd Impact                  | 20 marzo 2001     | 1     | 3:59  | Yokohama, Giappone        |                                                      |